# Brownie Wise
Brownie Wise (geboren Humphrey, 25 mei 1913 Buford - 24 september 1992, Kissimmee) was een Amerikaanse zakenvrouw. Ze werd bekend vanwege de 'tupperwareparty'.

## Vroege leven
Wise werd in 1913 als Brownie Mae Humphrey in de Amerikaanse staat Georgia geboren. Haar ouders Jerome en Rose Stroud Humphrey scheidden toen ze twee jaar oud was. Haar moeder werkte als afgevaardigde van een hoedenmakersvakbond en reisde veel. Wise verliet de schoolbanken al vroeg.
Op de Texas Centennial Exposition in 1936 ontmoette Wise haar toekomstige echtgenoot, Robert W. Wise. Ze trouwden dat jaar en verhuisden naar Detroit waar hun enige kind, Jerry, in 1938 geboren werd. Roberts gewelddadige karakter leidde na vijf jaar huwelijk tot een echtscheiding. Brownie kreeg het hoederecht over haar zoon.

## Carrière
Wise werkte tijdens de Tweede Wereldoorlog als secretaresse voor Bendix Corporation en schreef onder het pseudoniem 'Hibiscus' columns voor The Detroit News. Tegen het einde van de oorlog werkte Wise als verkoopster voor Stanley Home Products, gebruik makend van het multi-level marketing 'party plan'. Ze ambieerde een managementfunctie maar volgens de eigenaar was dat geen positie voor vrouwen.
Wise verliet Stanley Home Products. Ze zag het potentieel van de Tupperwareproducten in en begon deze te verkopen op 'home party's' (thuisfeestjes). Tegen 1949 had ze negentien verkoopsters aangeworven in de regio Detroit. Het bedrijf bood haar de verkooprechten voor Florida aan. Wise verhuisde naar Fort Lauderdale en richtte er het bedrijfje Patio Parties op. Earl Tupper, de stichter van Tupperware, vroeg haar in 1951 om ondervoorzitter van Tupperware Home Parties te worden. Op Wises verzoek werden de Tupperwareproducten uit de winkels gehaald en enkel nog verkocht via het 'party plan'.
De verkoop van Tupperwareproducten steeg, alsook Wises verloning. Ze mocht een aan een meer gelegen huis nabij het hoofdkwartier van het bedrijf in Kissimmee betrekken. In 1954 startte Wise met 'Jubilee', een jaarlijkse bijeenkomst waarop de beste verkoopsters prijzige geschenken ontvingen. Dat jaar sierde ze de voorpagina van Businessweek. Ze schreef maandelijks voor het bedrijfsblad Tupperware Sparks.
In 1957 bracht Wise haar biografie, Best Wishes, Brownie Wise uit. In de media werd het succes van Tupperware volledig aan haar toegeschreven. Dit vertroebelde de relatie tussen Wise en Tupper. In 1958 werd ze ontslagen nadat ze een hond voedsel zou hebben voorgezet in een Tupperwaredoosje wat 'het imago van het bedrijf ondermijnde'. Wise diende klacht in vanwege contractbreuk, eiste meer dan een miljoen dollar maar schikte uiteindelijk voor 30.000 dollar. Tupper verkocht het bedrijf nog dat jaar aan Rexall.
Wise richtte een jaar later 'Cinderella International' op, een bedrijfje dat cosmetica verkocht door middel van de 'party plan'-methode. Dat kwam echter niet van grond en werd nog hetzelfde jaar stopgezet. In 1960 werd ze CEO van 'Viviane Woodard Cosmetics' maar wist haar succes bij Tupperware niet te herhalen. Wise werkte later nog als consultant en in de vastgoedsector.

## Late leven
Wise was op latere leeftijd actief in de kerk en werkte met keramiek. In september 1992 stierf ze na een slepende ziekte op haar eigendom nabij Lake Tohopekaliga. Wise werd 79.
In 2016 sponsorde het bedrijf Tupperware het 'Brownie Wise Park' op een eiland in Lake Tohopekaliga.